# Pachira orinocensis
Pachira orinocensis, el ceibo macho, es un árbol del género Pachira, nativo de los bosque de galería de la Orinoquia  (Colombia y Venezuela). Es muy afín a Pachira trinitensis.

## Descripción
De raíces tabulares en la base y fuste frecuentemente abombado, crece hasta los 25 o 30 m de altura,  presenta corteza gris rosáceo que se desprende en placas, ramas terminales, con hojas agrupadas en fascículos en los extremos. Pecíolos de 30 a 60 por 2 mm de grosor; folíolos lanceolados y estrechos, de 90 a 130 por 30 a 50 mm; haz y envés lustrosos y glabros.
Flores axilares solitarias en las ramas jóvenes, de 150 a 160 mm de longitud con pétalos lineares de 145 a 155 por 7 a 10 mm, con pedicelos a modo de receptáculo y cáliz con vestidura fulvo, cáliz más corto que la mitad y de unos 7-8 mm tubo roscado largo y corto; pétalos blancos que cambian a un rosa tenue al ser polinizada la flor.
Fruto ovado o fusiforme, de 120 a 250 por 55 a 60 mm, de color verde. En su interior, lana Kapok abundante de color marrón amarillento. Semillas color castaño, redondas, de 8 a 10 mm, con 3 bandas longitudinales claras.

## Taxonomía
Pachira orinocensis fue descrita por A.Robyns, como Bombacopsis orinocensis, pero fue cambiado a Pachira orinocensis en la parte VII de The botany of the Guayana Highland Memoirs of the New York Botanical Garden 17: 1-439 1967.